# 3602 Lazzaro
3602 Lazzaro eller 1981 DQ2 är en asteroid i huvudbältet som upptäcktes den 28 februari 1981 av den amerikanska astronomen Schelte J. Bus vid Siding Spring-observatoriet. Den är uppkallad efter den brasilianske astronomen Daniela Lazzaro.
Asteroiden har en diameter på ungefär 4 kilometer.